# Liste der Monuments historiques in Helfrantzkirch
Die Liste der Monuments historiques in Helfrantzkirch führt die Monuments historiques in der französischen Gemeinde Helfrantzkirch auf.

## Liste der Objekte
| Bezeichnung                | Beschreibung | Standort                           | Kennzeichnung | Schutzstatus | Datum | Bild |
| -------------------------- | --- | ---------------------------------- | ------------- | ------------ | ----- | ---- |
| Kelch                      | Silber, 1802 | in der Kirche St-Barthélémy (Lage) | PM68000810    | Classé       | 2001  |      |
| Ziborium                   | Glas, Anfang des 19. Jahrhunderts | in der Kirche St-Barthélémy (Lage) | PM68000811    | Classé       | 2001  |      |
| Hauptaltar                 | Altartisch, Tabernakel, Retabel und Gemälde; Holz, farbig gefasst und vergoldet, 1832; Gemälde: Ölfarbe auf Leinwand, 1892 von Heinrich Kayser                                               | in der Kirche St-Barthélémy (Lage) | PM68001257    | Inscrit      | 2000  |      |
| Wendelinsaltar             | Seitenaltar; Altartisch, Retabel, Skulptur und Gemälde; Holz, farbig gefasst und vergoldet, 1832; Gemälde: Ölfarbe auf Leinwand, 1891 von Heinrich Kayser; Skulptur: aus dem 18. Jahrhundert | in der Kirche St-Barthélémy (Lage) | PM68001258    | Inscrit      | 2000  |      |
| Orgel                      | Haupteintrag für PM68000123 | in der Kirche St-Barthélémy (Lage) | PM68000890    | Classé       | 1982  |      |
| Instrumentalteil der Orgel | 1858 von Joseph Stiehr gebaut | in der Kirche St-Barthélémy (Lage) | PM68000123    | Classé       | 1982  |      |
| Marienaltar                | Seitenaltar; Altartisch, Retabel, Skulptur und Gemälde; Holz, farbig gefasst und vergoldet, 1832; Gemälde: Ölfarbe auf Leinwand, 1891 von Heinrich Kayser; Skulptur: aus dem 18. Jahrhundert | in der Kirche St-Barthélémy (Lage) | PM68001569    | Inscrit      | 2000  |      |